# Nowogard (công xã)
Gmina Nowogard là một Gmina đô thị-nông thôn (công xã) ở Goleniów, West Pomeranian Voivodeship, ở phía tây bắc Ba Lan. Khu vực hành chính của nó là thị trấn Nowogard, nằm cách khoảng 24 kilômét (15 mi) về phía đông bắc của Goleniów và 45 km (28 mi) về phía đông bắc của thủ đô khu vực Szczecin.
Gmina có diện tích là 338,66 kilômét vuông (130,8 dặm vuông Anh), và tính đến năm 2006, tổng dân số của nó là 24.510 (trong đó dân số của Nowogard lên tới 16.745 và dân số của vùng nông thôn của  Gmina là 7.765).

## Làng
Ngoài thị trấn Nowogard, Gmina Nowogard chứa các làng và các khu định cư của Bieńczyce, Bieniczki, Błotno, Błotny Mlýn, Bochlin, Boguszyce, Bromierz, Brzozowo, Czermnica, Dąbrowa Nowogardzka, Długołęka, Dobroszyn, Drzysław, Gardna, Glicko, Grabin, Jarchlino, Karsk, Konarzewo, Kościuszki, Krasnołęka, Kulice, Legno, Lestkowo, Maszkowo, Miękkie, Miętno, Miodne, Nowe Wyszomierki, Ogary, Ogorzele, Olchowo, Olszyca, Orzechowo, Orzesze, Osowo, Ostrzyca, Otręby, Płotkowo, Ptaszkowo, Radłowo, Radziszewo, Sąpole, Sąpolnica, Sieciechowo, Sikorki, Słajsino, Stare Wyszomierki, Starogoszcz, Struga, Strzelewo, Suchy Las, Świerczewo, Szczytniki, Trzechel, Warnkowo, Wierzbięcin, Wierzchęcino, Wierzchy, Wojcieszyn, Wołowiec, Wyszomierz, Żabówko, Żabowo, Zagórz, Zakłodzie, Zatocze và Zbyszewice.

## Gmina lân cận
Gmina Nowogard giáp với các Gmina của Dobra, Golczewo, Maszewo, Osina, Płoty, Przybiernów, Radowo Małe và Resko.